# Mandato del Pacífico Sur
El Mandato del Pacífico Sur o el Mandato de las Islas del Mar del Sur (南洋諸島 Nan'yō-shotō?) consistió en una serie de archipiélagos situados en Micronesia y administrados por el Imperio del Japón como Mandato de la Sociedad de las Naciones, entre los años 1919 y 1947. Este territorio abarcaba los actuales países de Islas Marshall, Estados Federados de Micronesia, Palaos y la Mancomunidad de las Islas Marianas del Norte, bajo control estadounidense.

## Historia
Este territorio formaba parte de la Nueva Guinea Alemana, colonia alemana establecida en gran parte de Oceanía a finales del siglo XIX. Con la llegada de la Primera Guerra Mundial en 1914, el Imperio alemán formó parte de las Potencias Centrales, mientras que el Imperio del Japón se unió con los Aliados y le declaró la guerra a Alemania el 23 de octubre del mismo año.
El Imperio del Japón buscaba alzarse como potencia en el Este de Asia e igualar su poder con Occidente. Aprovechó que Alemania estaba distraída en el Teatro de Operaciones Europeo y avanzó la conquista de sus colonias en China, con la batalla de Tsingtao; y con la conquista de la Nueva Guinea Alemana en 1914. En este último lugar, la ocupación de la colonia a manos de los japoneses, estadounidenses, australianos y neozelandeses fue hecha sin mayor resistencia de los alemanes.
El área de que se apoderó Japón abarcaba las islas Carolinas, las islas Marianas (con la excepción de Guam que era posesión de los Estados Unidos), las islas Marshall y Palaos. Con la finalización de la guerra y la firma del Tratado de Versalles en 1919, Japón ratificó como suyos dichos territorios. 
En 1920, la Sociedad de Naciones estableció un mandato de clase C sobre dicho territorio, con el nombre de Mandato del Pacífico Sur. Esto significaba que el Imperio del Japón podía ejercer una soberanía completa en el territorio e incorporarla de manera integral como parte del imperio.
Al igual que en el resto de los territorios incorporados al Imperio del Japón (tales como Corea y Taiwán), los japoneses promovieron campañas de asimilación cultural y económica sobre los aborígenes en el territorio, con el establecimiento de escuelas y templos sintoístas. En el mandato, se impuso el idioma japonés como lengua oficial, en detrimento de las lenguas aborígenes que eran usadas de manera no oficial. De igual manera, se promovió la inmigración de japoneses, okinawenses y coreanos hacia el territorio, donde en la década de 1930, dos de cada tres habitantes del territorio no era aborigen.
Previo a la Segunda Guerra Mundial, la Armada Imperial Japonesa construyó varias pistas de aterrizaje, fortificaciones, puertos y otros proyectos militares en las islas del Mandato del Pacífico Sur. Es así que, desde estas fortificaciones, una gran parte de la Armada Imperial desembarcó sobre las Filipinas, Nueva Guinea, Nauru y las islas Gilbert durante 1941 y 1942 en la Guerra del Pacífico. No obstante, entre 1943 y 1945, Japón perdió paulatinamente dichos territorios y quedaron bajo ocupación estadounidense, ratificado con el establecimiento del Territorio de Fideicomiso de las Islas del Pacífico en 1947.

## Política y gobierno

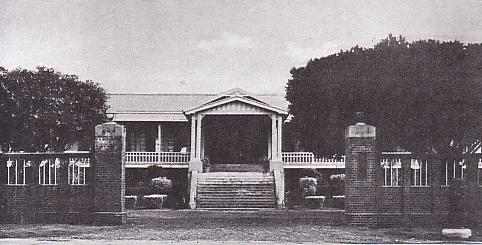
Sede del Mandato del Pacífico Sur.

El mandato japonés fue administrado por jefes de la Armada Imperial Japonesa, en el campo administrativo, económico y policial, entre otros. Los gobernadores del mandato fueron Almirantes o Vicealmirantes, y se reportaban de manera inicial ante el primer ministro de Japón; posteriormente, con el establecimiento del Ministerio de Asuntos Coloniales, el gobernador del mandato se reportaba ante esta entidad.
La seguridad y los servicios policiales eran encargados por la Tokeitai, la policía militar naval.
La capital de este territorio fue Koror, en la actual Palaos; no obstante, la ciudad más importante desde el punto de vista militar e industrial fue Saipán, en las islas Marianas. Otra localidad importante del territorio fue Truk (actualmente Chuuk), un atolón en las Carolinas, y fue inicialmente sede del gobierno civil, hasta que fue trasladado a Koror.
El territorio estaba dividido inicialmente en seis distritos administrativos y que estaban administrados por el Departamento de Administración Civil, pero estaban subordinados a la Guarnición Naval Provisional. Posteriormente, con la llegada de la Segunda Guerra Mundial, la responsabilidad administrativa del mandato fue transferida al Ministerio de la Gran Asia Oriental y se reduce a tres distritos administrativos (Marianas, Truk y Palaos).

## Población
La población inicial en estos territorios incluía unos 50 000 indígenas isleños (conocidos por los japoneses como Tōmin (島民?)), que era una categoría multiétnica para varios grupos indígenas, en los que se incluían los “Kanaka” (isleños de piel oscura) y los chamorros, que era el pueblo indígena de las islas Marianas, pero que fue usado despectivamente por los japoneses para referirse a los mestizos en todo el territorio, como consecuencia de la herencia chamorro. 
La población creció a 70 000 habitantes en 1930 y aumentó a 80 000 en 1933, con el arribo de colonos japoneses (en un año llegaron 30 000) la población se disparó a 121 128 habitantes en 1938, donde 70 141 eran japoneses.

## Economía
Las islas producían cantidades significantes de caña de azúcar, bananas, piñas, taro, cocos y otros productos tropicales, casi a la par con la provincia de Taiwán, que en esa época pertenecía al Imperio del Japón. 
Otros productos que se extraían de este territorio eran láminas de platino, artefactos culturales de las civilizaciones indígenas (incluyendo sarcófagos sumergidos), y perlas (antes del estallido de la Segunda Guerra Mundial), pero estas extracciones se suspendieron con la derrota japonesa. Se extrajo fosfato en grandes cantidades en la isla de Angaur, produciendo unas 60 000 toneladas por año; también se extraía bauxita en Palaos.
Dadas las limitadas dimensiones de las islas para construir aeródromos en ellas, algunas sirvieron como bases para hidrocanoas de largo alcance tales como el Kawanishi H6K2-L del Dai Nippon Kōkū Kabushiki Kaisha.

## Arqueología
Durante la administración japonesa, la Armada Imperial Japonesa ordenó a arqueólogos y antropólogos la exploración del área sur (que incluye las islas de Ponape (Pohnpei) y Lele en Kosrae (Kusrae) en las islas Carolinas) para recabar pruebas con respecto a la hipótesis del posible origen de la Casa Imperial, en las Islas del Mar del Sur.

## Ámbito militar
Antes de 1937, la Armada Imperial Japonesa tenía un control administrativo en el Mandato; pero a partir de ese año, procede a construir establecimientos militares, pistas de aterrizaje, puertos, entre otros. La base central de la Armada estaba localizada en las islas de Saipán y Rota en las Marianas. Previo al ataque a Pearl Harbor en diciembre de 1941, la Armada Imperial Japonesa había completado el reforzamiento militar en la zona y desde este territorio se hicieron las siguientes incursiones:
- Kwajalein fue base para los ataques en Hawái y Wake.
- Palaos fue el soporte para la campaña en las Filipinas.
- Desde Saipán, las fuerzas navales y aéreas atacaron Guam.
- Truk se convirtió en base para la ocupación de las Gilbert.
- Majuro, en las Marshall, fue usado en la ocupación de la isla Howland.
- Desde Jaluit, se procedió a la invasión de Nauru y la isla Ocean.

De igual manera, la Armada Imperial Japonesa fue capaz de usar las características topográficas naturales de las islas como apoyo aéreo y terrestre.